# Panzerfaust
Панцерфауст (нім. Panzerfaust — броньовий кулак) — назва сімейства німецьких ручних протитанкових гранатометів часів Другої світової війни. Спільно з типами, що з початку мали назву Panzerfaust, до складу серії по новій класифікації увійшли гранатомети «Faustpatrone». Дана лінійка гранатометів використовувалася німецькими військами аж до кінця війни. Одна з його модифікацій (Panzerfaust 150) стала основою для створення радянського аналога РПГ-2.
Образ непереможності танків у порівнянні з піхотою згас з появою протитанкової реактивної зброї «Панцершрек» і «Офенрор» й остаточно припинив існування після появи в серпні 1943 року протитанкових гранатометів одноразового використання «Фаустпатрон 1». Безвідкатна зброя, яка стріляє реактивною гранатою з кумулятивною бойовою частиною, яку розробили конструктори Лейпцизької компанії HASAG — Hugo Schneider AG. Керував роботами доктор Гайнріх Лангвайлер (нім. Heinrich Langweiler). Залежно від варіанту «Фаустпатрона» 1 чи 2 (мали різний калібр бойової частини), його кумулятивна граната вражала сталеву бронеплиту завтовшки від 140 до 200 мм, а гранатомет «Panzerfaust 250», що так і не надійшов на озброєння, пробивав сталеву плиту завтовшки 280—320 мм.

## Розробка та застосування

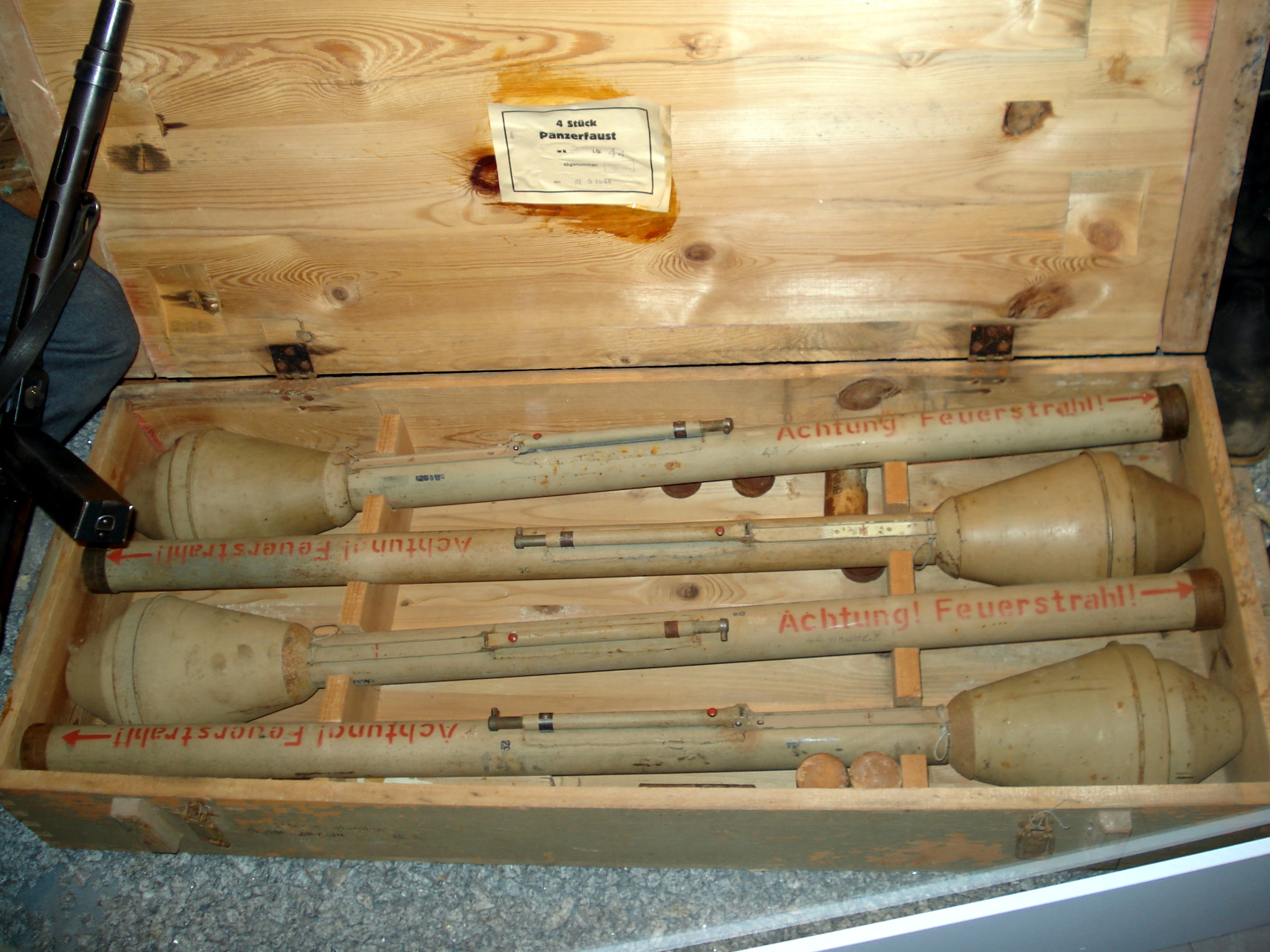
Чотири Faustpatrone 2 (Panzerfaust 30) упаковані в ящику

Розробка новітньої реактивної протитанкової гранати почалася в 1942 році над збільшеними зразками фаустпатрона. У підсумку був розроблений «панцерфауст», що являв собою сталеву трубу діаметром 5 см і 1 метр завдовжки. Зверху розташовувався приціл і пускач. Прицілювання здійснювалося суміщенням прицілу й верхньої кромки бойової частини. Усередині труби містився заряд пороху. Попереду розташовувалася бойова частина діаметром 15 см, масою до 3 кг, що містила 0,8 кг вибухової речовини.
На трубі був нанесений червоний напис німецькою: «Achtung! Feuerstrahl!» («Обережно! Реактивний струмінь!»), що попереджав солдата не стояти позаду того, хто стріляє. Дія реактивного струменя на людину до 3 метрів позаду заднього зрізу пускової труби була смертельною. За інструкцією, позаду стрільця повинно бути щонайменше 10 метрів вільного простору. Як і фаустпатрон, панцерфауст був одноразовим. Граната пробивала сталеву бронеплиту завтовшки до 200 мм.
В умовах міста, невеликі відстані дозволили використовувати зброю з високою (хоча згодом і сильно перебільшеною) ефективністю, що було особливо помітно в битві за Берлін. Простота зброї дозволяла створювати її в умовах обложеного міста.
Безліч панцерфаустів було поставлено до Фінляндії як протитанкову зброю проти радянських танків Т-34 та ІС-2.
Зразки трофейних «фаустпатронів» (так солдати союзницьких військ помилково називали і «Панцерфауст», і «Фаустпатрон») були використані Радянською армією і промисловістю СРСР при розробці першого радянського гранатомета РПГ-2.

## Варіанти

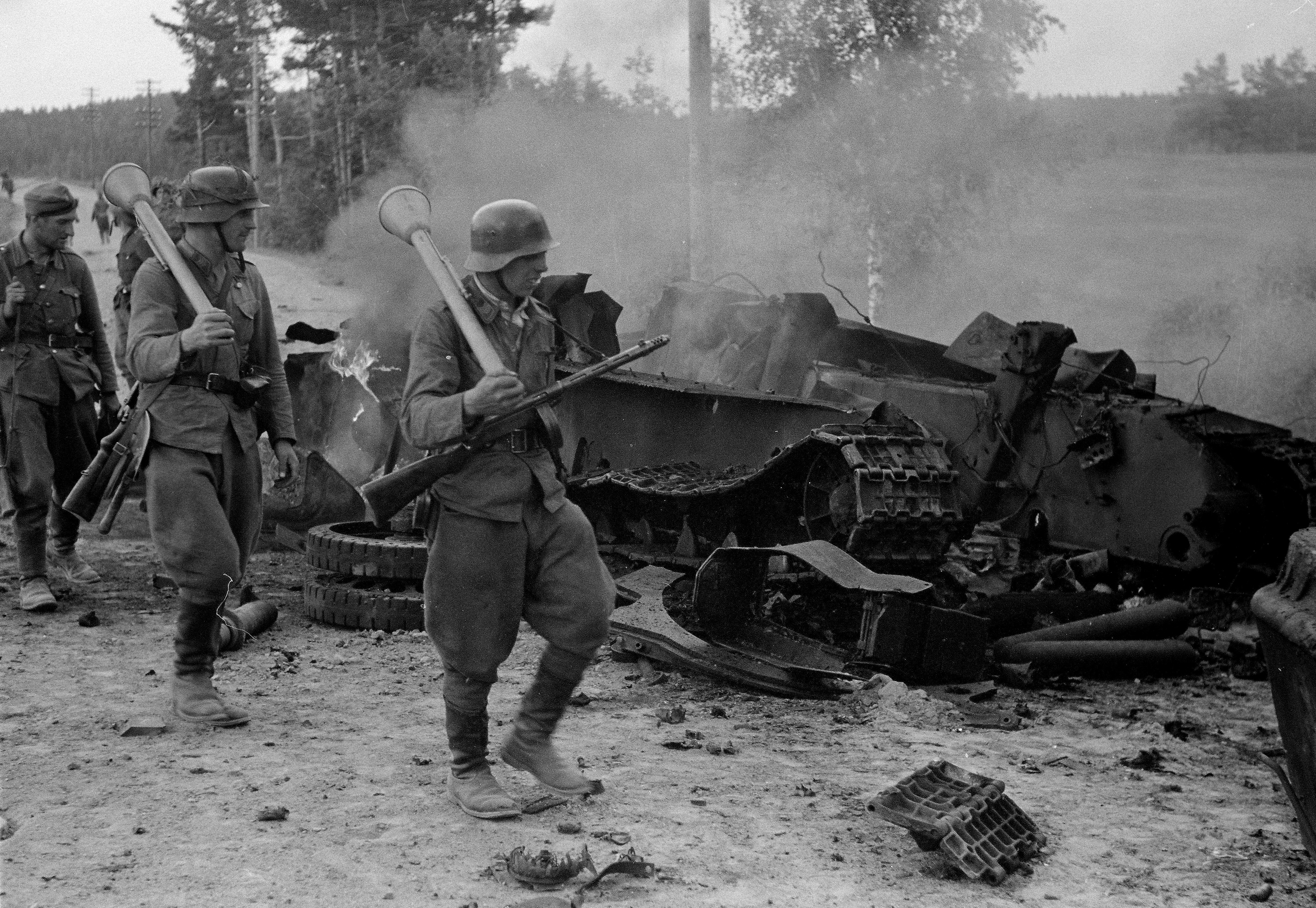
Фінські солдати з Faustpatrone 2 (Panzerfaust 30) (перший солдат також озброєний Suomi KP/-31) проходять повз підірваний радянський Т-34 під час боїв при Талі-Іхантала.

### Фаустпатрон 1 (Панцерфауст 30 малий)
Найпершим варіантом зброї став Faustpatrone 1, що надійшов на озброєння з липня 1943 року. Вперше застосований солдатами дивізії СС «Адольф Гітлер» на Курській Дузі. Граната мала калібр 30 мм, довжина труби 360 мм. Індекс 30 в позначенні зброї стосується номінальної ефективної дальності стрільби в метрах. Маса повністю зібраної зброї становила 5,1 кг. 1944 року перейменований у Panzerfaust 30 klein (Панцерфауст 30 малий)

### Фаустпатрон 2 (Панцерфауст 30)
Конструкція Faustpatrone 1 була покращена: довжина труби була збільшена до 800 мм, нова граната мала збільшений до 100 мм калібр.

### Панцерфауст 60
Це найпоширеніша модифікація, виробництво якої почалося в серпні 1944 року. Візуально схожа на Фаустпатрон 2. Відстань стрільби збільшена до 60 метрів, для чого діаметр пускової труби збільшений з 44 до 50 мм, а маса метального заряду збільшена до 134 г. Також було покращено спусковий механізм. Маса зброї зросла до 6,1 кг.

### Панцерфауст 100
Це остання модифікація зброї, що надійшла у війська з листопада 1944 року. Номінальна дальність стрільби збільшена до 150 метрів. Діаметр труби був знову збільшений до 60 мм. На прицілі нанесені отвори з люмінесцентними позначками на 30, 60, 80 і 150 метрів.

### Панцерфауст 150 і 250
«Панцерфауст 150» був випущений обмеженою серією наприкінці війни. Зміни торкнулися головної частини, а заряд був розділений на дві частини, що збільшило швидкість гранати до 85 м/с і пробивну здатність. Пускову трубу можна було використовувати повторно до десяти разів.
«Панцерфауст 250» планувався до випуску у вересні 1945 року, а розробка не була завершена.
Також було зроблено багато модифікацій Панцерфауст.

### Модифікації Панцерфауста

#### З протипіхотної ракетою
Один з проєктів дозволяв використовувати його як протипіхотну зброю: в комплект входила невелика ракета, нім. Kleinrakete zur Infanteriebekampfung («мала ракета для ураження піхоти»), довжина бойової частини 245 мм, діаметр 76 мм. Було виготовлено кілька зразків цієї конструкції, випробування якої показали, що дальність дії була такою ж як і у гвинтівкових гранат.

#### Зі збільшеним осколковим ефектом
Наприкінці 1944 в «Панцерфауст 150» використовувався боєприпас зі «шрапнельних кільцями» (нім. Splitterringe), що мав насічки, як у ручних гранат, для збільшення осколкового ефекту. Така граната одночасно вражала і танк, і піхоту противника, що часто знаходилась на броні.

#### «Шрапнельний кулак»
Інша розробка була нім. Schrappnellfaust («шрапнельний кулак»), на відміну від Панцерфауста був таким, що перезаряджався, й також призначений для ураження піхоти. «Шрапнельних кулак» важив 8 кг і мав максимальну дальність дії 400 метрів.

#### «Покращений броньовий кулак»
У січні 1945 року для «Панцерфауста» розробили нову бойову частину під назвою «нім. Verbesserte Panzerfaust» («покращений броньовий кулак»). У цієї модифікації діаметр труби був 160 мм із змінною відстанню детонації. Дані про використання цього варіанту Вермахтом відсутні.

#### Зі спрощеним у виготовленні зарядом
У лютому 1945 року був розроблений кумулятивний заряд з вибухівки, що отримала назву «nipolite». Було істотно спрощено виготовлення такого заряду, оскільки для нього не був потрібен металевий корпус, і можна було виточувати боєголовку прямо на токарному верстаті. Виробництво цієї модифікації Панцерфауст не було розпочато через закінчення війни.
Під час холодної війни в бундесвері використовувався принципово новий реактивний гранатомет під назвою «Panzerfaust 3».

## Цікаві факти
- Зі спогадів Н. Д. Яковлєва, в 1940-ві роки начальника Головного артилерійського управління НКО КА, маршала артилерії:

Не можу не відзначити такого сумного факту, що наші війська були досить погано забезпечені такою, наприклад, зброєю, якою був у німців «Фаустпатрон». А адже він чудово зарекомендував себе в протитанковій боротьбі. <…> У ГАУ не знайшлося активних прихильників таких засобів боротьби, як Фаустпатрон. Вважалося, що оскільки у військах через малу відстань не має популярності навіть 50-мм міномет, то навіщо, мовляв, створювати разом з ПТР ще якийсь засіб ближнього бою. До того ж, мовляв, є й протитанкові гранати.
Тут «Фаустпатрон» по сформованій у 1940-ті роки традиції в Червоній армії — сукупне позначення німецьких протитанкових гранатометів з кумулятивною бойовою частиною.
- У творах Ярослава Курдидика «Два кулемети» (оповідання «Дні з болота й сталі») та Івана Багряного «Огненне коло», що описують події Другої світової війни, панцерфауст називали «макогоном»[3][4].